# محوطه شهر خراب
محوطه شهر خراب مربوط به دوران‌های تاریخی پس از اسلام است و در شهرستان درگز، بخش چاپشلو، روستای گرنی واقع شده و این اثر در تاریخ ۲۲ مرداد ۱۳۸۴ با شمارهٔ ثبت ۱۳۳۱۰ به‌عنوان یکی از آثار ملی ایران به ثبت رسیده است.